# Jonas Aistis
Jonas Aistis, àlies des de 1952 de Jonas Kossu-Aleksandravicius (Jonas Kuosa-Aleksandriškis). (Kampiškėse, 7 de juliol 1904 - Washington DC, 13 de juny 1973) va ser un poeta lituà.
Els seus primers poemes van ser inspirats en el simbolisme d'Europa. Es va veure obligat a emigrar, primer va escollir França i més tard els Estats Units.
En els seus poemes de l'exili va dedicar molts versos al record melanconiós de la seva terra, sobretot a Pleniluni (1948) i En el taüt de vidre (1957).

## Obres
- Eilėraščiai (1932)
- Imago mortis (1934)
- Intymios giesmės (1935)
- Užgesę chimeros akys (1937)
- Be tėvynės brangios (1942)
- Nemuno ilgesys (1947)
- Sesuo buitis (1951)
- Kristaliniam karste (1957)